# کریستین کاکتا
کریستین کاکتا (انگلیسی: Cristian Caccetta؛ زادهٔ ۷ اوت ۱۹۸۶) بازیکن فوتبال است.
از باشگاه‌هایی که در آن بازی کرده‌است می‌توان به باشگاه فوتبال کاتانیا اشاره کرد.